# Veiligste gemeente van Nederland
De veiligste gemeente van Nederland was een indexering van alle 441 gemeentes in Nederland op gebied van veiligheid. Deze index werd in 2010 elk jaar uitgerekend door het onderzoeksinstituut Politie en Wetenschap van de Politieacademie.
De plekken werden bepaald op de volgende punten: 
- Diefstal
- Inbraak
- Geweld
- Vernieling

| Uitslag Veiligste Gemeente Nederland 2010 | Uitslag Veiligste Gemeente Nederland 2010 | Uitslag Veiligste Gemeente Nederland 2010 |
| ----------------------------------------- | ----------------------------------------- | ----------------------------------------- |
| Plek                                      | Gemeente                                  | Provincie                                 |
| 1                                         | Littenseradeel                            | Friesland                                 |
| 2                                         | Wymbritseradeel                           | Friesland                                 |
| 3                                         | Kollumerland en Nieuwkruisland            | Friesland                                 |
| 4                                         | Gaasterland-Sloten                        | Friesland                                 |
| 5                                         | Ferwerderadeel                            | Friesland                                 |
| 6                                         | Wonseradeel                               | Friesland                                 |
| 7                                         | Nieuw-Lekkerland                          | Zuid-Holland                              |
| 8                                         | Dantumadeel                               | Friesland                                 |
| 9                                         | Tubbergen                                 | Overijssel                                |
| 10                                        | Zwartewaterland                           | Overijssel                                |

| Uitslag Onveiligste Gemeente Nederland 2010 | Uitslag Onveiligste Gemeente Nederland 2010 | Uitslag Onveiligste Gemeente Nederland 2010 |
| ------------------------------------------- | ------------------------------------------- | ------------------------------------------- |
| Plek                                        | Gemeente                                    | Provincie                                   |
| 1                                           | Rotterdam                                   | Zuid-Holland                                |
| 2                                           | Arnhem                                      | Gelderland                                  |
| 3                                           | Amsterdam                                   | Noord-Holland                               |
| 4                                           | Den Haag                                    | Zuid-Holland                                |
| 5                                           | Maastricht                                  | Limburg                                     |
| 6                                           | Eindhoven                                   | Noord-Brabant                               |
| 7                                           | Tilburg                                     | Noord-Brabant                               |
| 8                                           | Schiedam                                    | Zuid-Holland                                |
| 9                                           | Nijmegen                                    | Gelderland                                  |
| 10                                          | Heerlen                                     | Limburg                                     |